# 더블 트러블 (밴드)
더블 트러블(Double Trouble)은 스티비 레이 본 앤 더블 트러블(Stevie Ray Vaughan and Double Trouble)라고도 불리며 1978년 결성된 미국의 블루스 록 3인조 밴드다. 스티비 레이 본이 10대 시절부터 한솥밥을 먹던 고향 댈러스의 친구들과 만든 팀이다. 더블 트러블의 데뷔 앨범 《Texas Flood》(1983년)는 다행히 성공을 거둔다. 특히 경쾌한 셔플 리듬이 돋보였던 싱글 <Pride And Joy>가 빅 히트했다. 더블 트러블의 전성기는 이어져 1989년에 발표한 《In Step》앨범은 그래미상을 수상했으며, 국내 팬들에게 가장 사랑받았던 곡 <Tin Pan Alley>가 수록된 《Couldn't Stand the Weather》 앨범도 명반이다.